# Vicent Sanz Arnau
Vicent Sanz Arnau (Traiguera, Castellón; 31 de marzo de 1966) es un profesor y escritor español en valenciano. 
Después de licenciarse en Filología Catalana ha trabajado de profesor de secundaria y al Servicio de Enseñanza de Catalán del Departamento de Educación de la Generalidad de Cataluña; también ha colaborado con el Instituto de Ciencias de la Educación de la Universidad de Barcelona y la Junta Permanente de Catalán. Ha publicado artículos de tema histórico en Traiguera y Caramella, y de contenido filológico a las revistas Escola Catalana, Llengua nacional y en el Boletín del Centro de Estudios del Maestrazgo. 

## Premios
Sanz ha ganado varios premios por obras inéditas de narrativa corta:
- Olives trencades i timó VII Premi de Contes "Alambor" de Benicarló (1996)[1]
- Begudes refrescants I Premi a la Creació Virtual en la modalidad de Narrativa, Universidad Abierta de Cataluña, 1999[1]
- El tren de la platja Premi de la XX Mostra Literària del Maresme, 1999[1]

## Obras
El listado siguiente es el conjunto de obras publicadas del autor:
- Cròniques perdudes Picanya: Edicions del Bullent, 1996 ISBN 8489663130
- Partida El Perelló: Aeditors, 2008. ISBN 9788493574086
- La Font de la Salut. Barcelona: Saldonar, 2011. ISBN 978-84-937800-5-0

### Participación en volúmenes colectivos
- Estius a l'Ebre. el Perelló: Aeditors, 2007[1]
- Galeria ebrenca. el Perelló: Aeditors, 2009[1]
- Octavi Serret: de Vall-de-roures al món, Terres de l'Ebre: Editorial Petròpolis, 2009. ISBN 9788461372423[2]
- Un pont sobre el meridià, recopilatorio de relatos de El Pont Cooperativa de Lletres. 2012.[3]
- La cuina de Traiguera. Benicarló: Onada Edicions, 2012. Receptario culinario.